# Neta Bahcall
Neta A. Bahcall (nacida 1942) es una astrofísica y cosmóloga israelí que se especializa en materia oscura, la estructura del universo, cuásares, y la formación de galaxias.
Ella es profesora Eugene Higgins de Astronomía en Universidad de Princeton.

## Educación
Bahcall recibió un B.S. en Física y Matemáticas en la Universidad Hebrea en Israel en 1963. En 1965, obtuvo su maestría en Física en el Instituto Weizmann de Ciencia en Israel. En 1970, Bahcall recibió su Ph.D. en Astrofísica en la Universidad de Tel Aviv en Israel.

## Carrera
De 1970 a 1971, Bahcall era socia de investigación en Física en el Instituto de California de Tecnología. El mismo año que recibió su Ph.D., empezó a trabajar en Universidad de Princeton, donde ha sido profesora de Astrofísica de tiempo completo desde 1989. Entre 1971 y 1983, fue asistente de una investigación de Astrofísica de alto nivel. De 1983 a 1989, fue la jefa de la Rama de Soporte del Observador General y la jefa de la Oficina de Selección del Programa de Ciencia en el Instituto de Ciencia del Telescopio Espacial, donde escogió qué programas de ciencia tendrían acceso al Hubble. Bahcall también fue la directora del Consejo de Ciencia y Tecnología de Princeton entre 2000 y 2008.
A través del uso del telescopio espacial Hubble, ella ha sido capaz de asignar la ubicación y la estructura de varias galaxias. Una de sus más importantes contribuciones en el campo de la Astrofísica fueron sus cálculos de la masa del universo. Colaboró con su marido astrofísico, John Bahcall, y junto con él y muchos otros escribieron centenares de artículos.
En 1997, Bahcall fue elegida miembro de la Academia Nacional de Ciencias. Ha sido conferenciante para las numerosas organizaciones, incluyendo el Nobel Simposio en Estocolmo en 1998. Bahcall ha sido miembro desde hace mucho tiempo y la vicepresidenta de la Sociedad Astronómica Estadounidense de 1995 a 1998. Ella También ha sido miembro de: el Comité Nacional Asesor de Astronomía y Astrofísica (2003-presente), el Consejo del Instituto del Telescopio Espacial de los EE. UU. (1993-1997), el Comité Nacional para la UAI (1998-2004), en el Comité Científico Asesor del Sloan Sloan Digital Sky Survey (1990-1995), el Instituto Americano de Física en el Comité de Relaciones Internacionales (1990-1993), y fue la presidenta del Comité de AAS en la Situación de la Mujer en la Astronomía (1983). Bahcall recibió un doctorado honorario de la Universidad Estatal de Ohio en 2006. Sus tres hijos han obtenido doctorados en las ciencias.

## Puntos de vista religiosos
Cuando se le preguntó acerca de sus puntos de vista religiosos y la creencia en Dios, Bahcall declaró: "Yo no soy muy religiosa, pero soy muy judía... combino la ciencia que hago con la pregunta de religión sobre Dios en el sentido de que todas las leyes de la Física que rigen el Universo y la enorme cantidad de belleza en el Universo representan la conexión con Dios".

## Reconocimientos y premios
- El premio de Cecilia Payne-Gasposkin, Universidad de Harvard (2013)[3]
- Cátedra de Investigación Distinguida, Instituto de Perimeter para Física Teórica, Ontario, Canadá (2009-2013)
- Grado Honorario, Doctora en Ciencias, Universidad Estatal de Ohio (2006)
- Miembro de la Academia Nacional de Ciencias, EE. UU. (elegida 1997)

## Publicaciones Seleccionadas
- Neta A. Bahcall, Jeremiah P. Ostriker, Saul Perlmutter and Paul J. Steinhardt (1999). «The Cosmic Triangle: Revealing the State of the Universe». Science 284: 1481-1488. doi:10.1126/science.284.5419.1481. Archivado desde el original el 4 de diciembre de 2016. Consultado el 2 de noviembre de 2016.
- Bahcall, N. A; Cen, R. (1992), "Los cúmulos de Galaxias y la fría materia oscura. ¿Un Universo imparcial de baja densidad?"Bahcall, N.A; Cen, R. (1992), «Galaxy clusters and cold dark matter-A low-density unbiased universe?», The Astrophysical Journal Letters 398: L81-L84, Bibcode:1992ApJ...398L..81B, doi:10.1086/186582., Bibcode:1992ApJ...398L..81B, doi:10.1086/186582
- Bahcall, N.A; Cen, R. (1993), "La Función de Masa de los Cúmulos de Galaxias", Bahcall, N.A; Cen, R. (1993), «The Mass Function of Clusters of Galaxies», The Astrophysical Journal 407: L49-L52, Bibcode:1993ApJ...407L..49B, doi:10.1086/18680.